# 城北街道 (兴仁市)
城北街道，是中华人民共和国贵州省黔西南布依族苗族自治州兴仁市下辖的一个乡镇级行政单位。

## 行政区划
城北街道下辖以下地区：
民主社区、城北社区、大桥河社区、桥边社区、锁寨村、黄土佬村和丰岩村。